# Erica lusitanica
Erica lusitanica là một loài thực vật có hoa trong họ Thạch nam. Loài này được Rudolph mô tả khoa học đầu tiên năm 1799.

## Hình ảnh

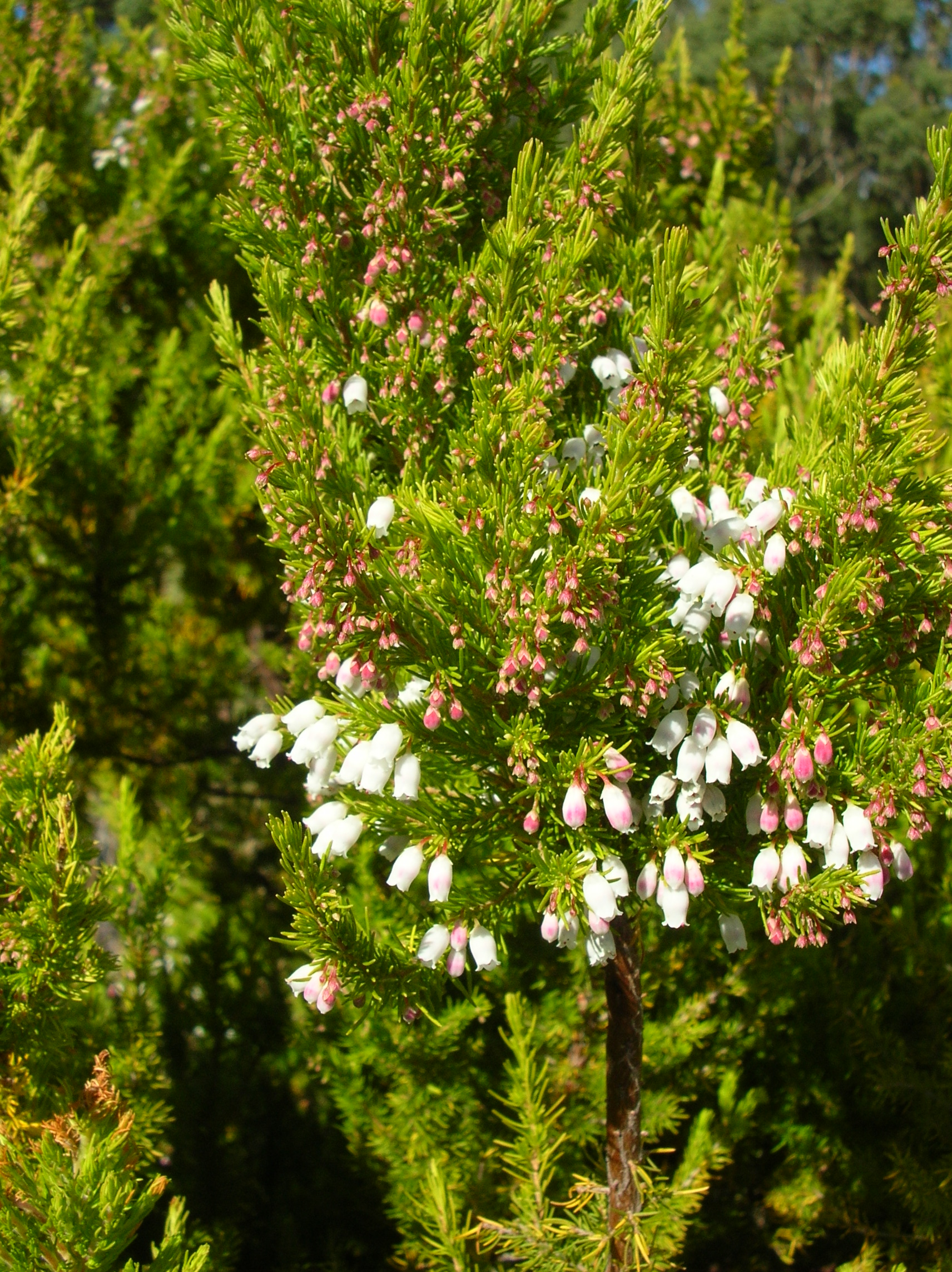
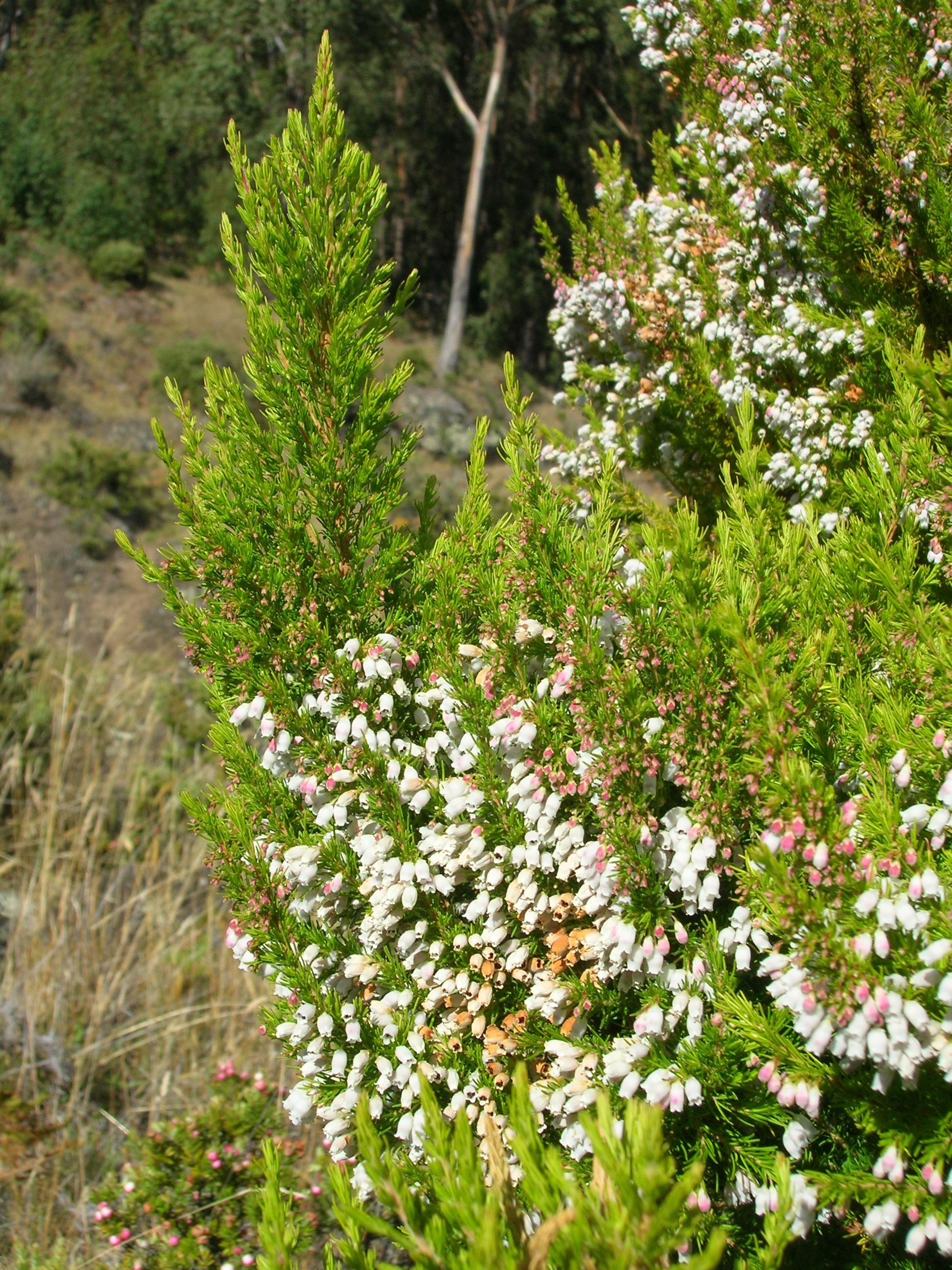
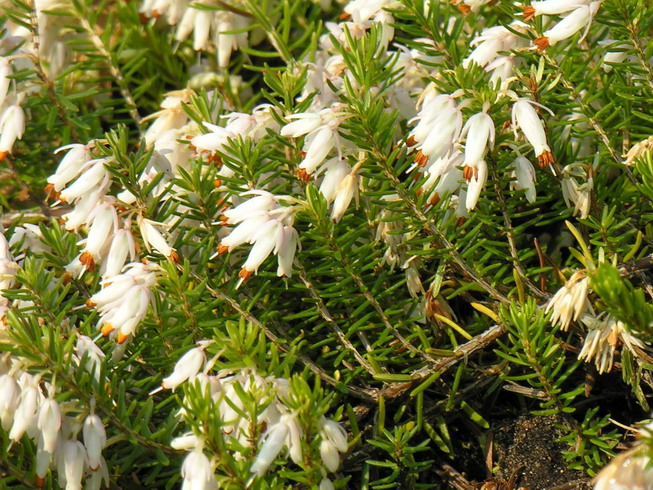
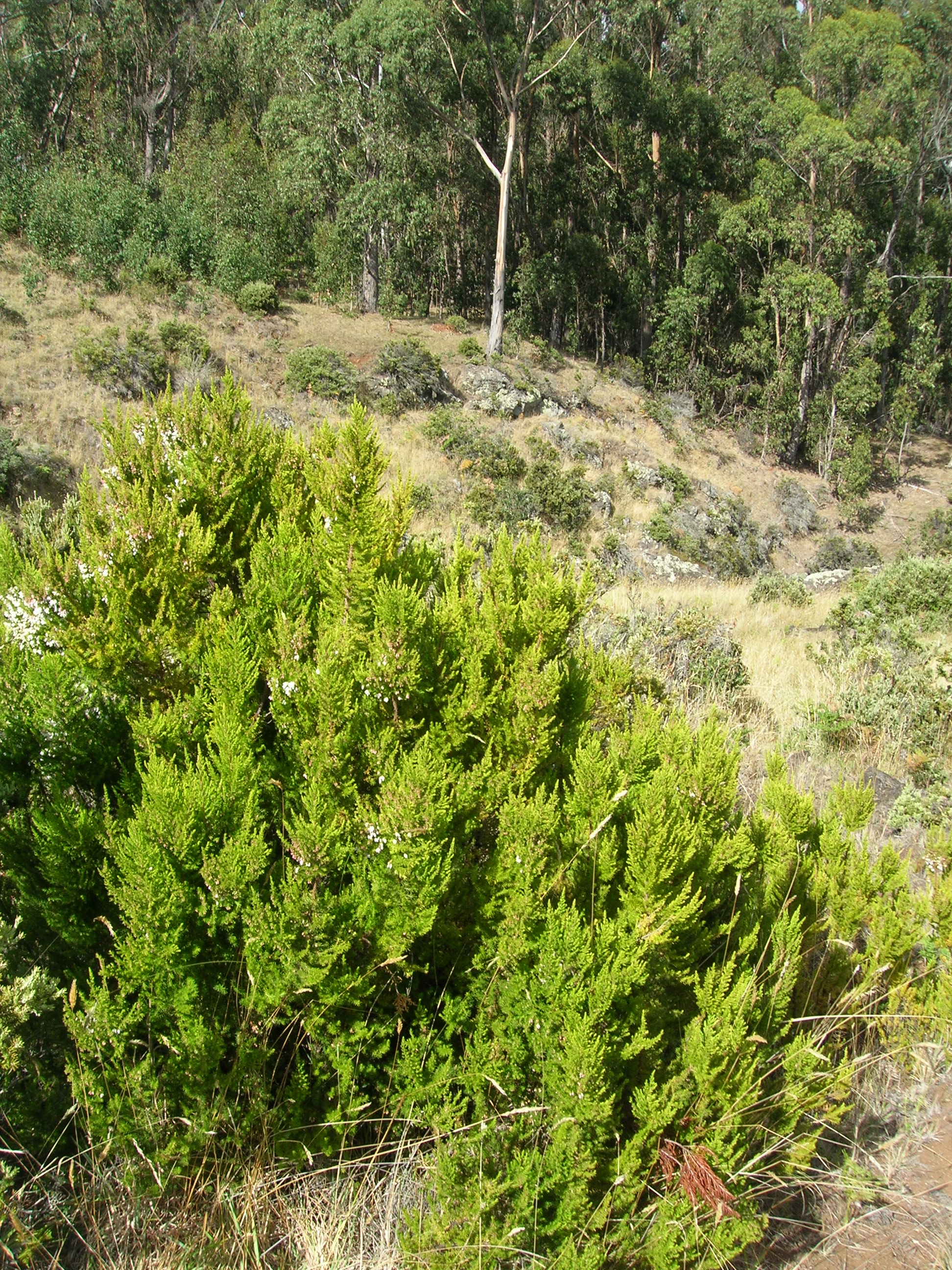